# Санта-Клаус (фильм, 1994)
«Са́нта-Кла́ус» (англ. The Santa Clause) — американский кинофильм 1994 года.

## Сюжет
Рождество — время волшебства и сказок. Скотт Кэлвин (Тим Аллен) только что развёлся с женой и решил взять сына на рождественские каникулы для укрепления связей. Готовясь к приезду сына, он обнаружил странного старика на крыше. Пытаясь его согнать, Скотт так сильно напугал его, что у него случился сердечный приступ. От него Скотт узнал, что старик — Санта-Клаус, и что теперь Скотту придется работать вместо него. Вместе с сыном они спасают Рождество.

## В ролях
| Актёр          | Роль                        |
| -------------- | --------------------------- |
| Тим Аллен      | Скотт Келвин // Санта-Клаус |
| Джадж Рейнхолд | Нил Миллер                  |
| Питер Бойл     | мистер Уиттл                |
| Венди Крюсон   | Лора Келвин Миллер          |
| Эрик Ллойд     | Чарли Келвин                |
| Джойс Гай      | директор Комптон            |

## Критика
Фильм получил в целом положительные отзывы от критиков. На Rotten Tomatoes у фильма есть «Положительный» рейтинг одобрения 73 %, основанный на 59 обзорах, со средним рейтингом 5,9 из 10. Консенсус на сайте гласит: «Дед Мороз совершенно нетребователен, но он прочно укоренен в добром старомодном праздничном духе». На Metacritic фильм имеет оценку 57 %. основано на отзывах 13 критиков. Аудитория, опрошенная CinemaScore, присвоила фильму оценку A- по шкале от A до F.